# Swing (Java)

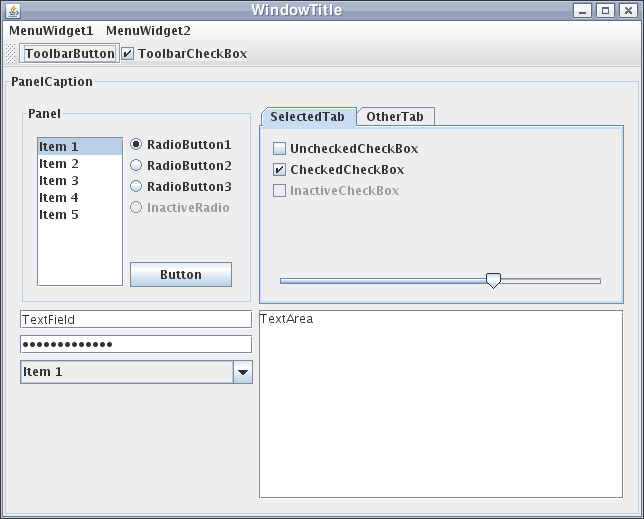
Przykładowe okno utworzone w Swingu

Swing – biblioteka graficzna używana w języku programowania Java, upubliczniona w lipcu roku 1997. Jest nowszą, ulepszoną wersją biblioteki AWT.

## Przykład
Poniższy kod tworzy ramkę z napisem „Hello, World!”:
```
 
import
 
javax.swing.*
;

 
public
 
class
 
HelloWorld
 
{

     
public
 
static
 
void
 
main
(
String
[]
 
args
)
 
{

         
SwingUtilities
.
invokeLater
(
new
 
Runnable
()
 
{
 
public
 
void
 
run
()
 
{

             
JFrame
 
frame
 
=
 
new
 
JFrame
(
"Hello, World!"
);

             
frame
.
setDefaultCloseOperation
 
(
JFrame
.
DISPOSE_ON_CLOSE
);

             
frame
.
add
(
new
 
JLabel
(
"Hello, World!"
));

             
frame
.
pack
();

             
frame
.
setVisible
(
true
);

         
}
 
});

     
}

 
}

```